# Hentziectypus
Genre
Hentziectypus est un genre d'araignées aranéomorphes de la famille des Theridiidae.

## Distribution
Les espèces de ce genre se rencontrent en Amérique.

## Liste des espèces
Selon World Spider Catalog (version 16.0, 19/04/2015) :
- Hentziectypus annus (Levi, 1959)
- Hentziectypus apex (Levi, 1959)
- Hentziectypus conjunctus (Gertsch & Mulaik, 1936)
- Hentziectypus florendidus (Levi, 1959)
- Hentziectypus florens (O. Pickard-Cambridge, 1896)
- Hentziectypus globosus (Hentz, 1850)
- Hentziectypus hermosillo (Levi, 1959)
- Hentziectypus rafaeli (Buckup & Marques, 1991)
- Hentziectypus schullei (Gertsch & Mulaik, 1936)
- Hentziectypus serax (Levi, 1959)
- Hentziectypus tayrona Buckup, Marques & Rodrigues, 2012
- Hentziectypus turquino (Levi, 1959)

## Publication originale
- Archer, 1946 : The Theridiidae or comb-footed spiders of Alabama. Paper of the Alabama Museum of Natural History, vol. 22, p. 1-67.